# Sen Józefa
Sen Józefa (Anioł ukazujący się śpiącemu św. Józefowi) – obraz holenderskiego malarza Rembrandta Harmenszoona van Rijn. Obraz sygnowany u dołu po lewej: Rembrandt f. 165(.)

## Geneza
Według Nowego Testamentu Anioł trzykrotnie nawiedzał św. Józefa podczas snu. Za każdym razem przynosił specjalny przekaz i wskazówki od Boga, które pomagały mu w podejmowaniu trudnych decyzji. Po raz pierwszy Anioł nawiedził Józefa, gdy ten dowiedział się, iż Maria jest brzemienna i chciał ją oddalić. Po raz drugi posłaniec Boga ostrzegł Józefa przed zbrodniczym zamiarem Heroda, mającego zamiar zgładzić Zbawiciela: 

(...) Gdy oni odjechali, oto anioł Pański ukazał się Józefowi we śnie i rzekł: „Wstań, weź Dziecię i Jego Matkę i uchodź do Egiptu; pozostań tam, aż ci powiem; bo Herod będzie szukał Dziecięcia, aby Je zgładzić. On wstał, wziął w nocy Dziecię i Jego Matkę i udał się do Egiptu; tam pozostał aż do śmierci Heroda. (Mt 2,13-15)

 W trzecim śnie, Józef dowiedział się, że może już bezpiecznie powrócić do rodzinnego kraju.

## Opis obrazu
Rembrandt wybrał wątek drugiego nawiedzenia anioła do zilustrowania biblijnego epizodu. W mrocznej komnacie, w centrum umieszcza postać śpiącego Józefa, a po jego lewej stronie Marię trzymającą Dzieciątko. Za nimi ukazany zostaje Anioł. Rembrandt wykorzystuje dwa źródła światła. Pierwsze pada od ukazanego anioła; jego blask oświetla wnętrze pomieszczenia i sylwetkę Józefa choć nadal nie widać jego twarzy. Drugi źródło pada od Dzieciątka i rozjaśnia twarz Marii.
Druga wersja tego samego wątku powstała na początku lat 50. XVII wieku. Kompozycja została zmieniona. Postacie ukazane zostały wzdłuż linii przekątnej obrazu. Na górze ukazujący się Anioł kładzie rękę na ramieniu Józefa na znak niebiańskiej pociechy i opieki i szepcze do ucha pogrążonego w śnie świętego. Józef ubrany jest w strój holenderskiego chłopa. Poniżej siedzi Maria otulona szeroką chustą. Do piersi przytula Dzieciątko; widać tylko jego główkę. W przeciwieństwie do wersji z berlińskiego Gemäldegalerie, jedyne źródło światła pada od Anioła; jego blask rozjaśnia całe pomieszczenie. W berlińskim Kupferstichkabinett znajduje się szkic do tego obrazu, choć atrybucja dzieła została podważona przez Rembrandt Research Project.

## Proweniencja
Wersja berlińska do 1830 znajdowała się w Königliche Schlösser w Berlinie, a następnie została przeniesiona do Königliche Museen w Berlinie. Obecnie znajduje się w Gemäldegalerie. Wersja z muzeum budapeszteńskiego została w 1755 sprzedana na aukcji w Amsterdamie. Do Muzeum Sztuk Pięknych została nabyta z monachijskiej kolekcji Aloisa Hausera w 1885.